# Айриш Мист
Айриш Мист (англ. Irish Mist — «ирландский туман») — ликёр премиум-класса, производимый на основе виски Tullamore Dew в Дублине, в Ирландии. В современной версии этот ликёр стали производить в 1947 году в винокурне Тулламор (ирл. Tulach Mhor, англ. Tullamore) в графстве Оффали (ирл. Uíbh Fhailí, англ. Offaly). Ликёр имеет приятный, нетерпкий, необыкновенно богатый, сладкий вкус и нежнейший аромат. Для приготовления этого ликёра используют два вида мёда — клеверный и вересковый, а также специальный экстракт из трав.

## История
Считается, что подобный напиток употребляли в Ирландии ещё в V века н. э., и легенда гласит, что этот напиток называли «Вересковый мёд». Секрет этого напитка был утерян в конце XVII века во время великого исхода ирландского дворянства в Европу. Совершенно случайно в одном из старинных манускриптов был обнаружен древний рецепт, и в середине XX века на основе найденного рецепта был создан ликёр Айриш Мист.